# Technique équestre en saut d'obstacles
Bien que s'appuyant sur une technique équestre plus globale, l'équitation de saut d'obstacles nécessite une technique spécifique.

## Position
En général, les étriers sont réglés plus courts de façon qu'ils se trouvent à la hauteur de la cheville du cavalier lorsque celui-ci a la jambe librement descendue le long du corps du cheval ; c'est aussi un moyen pour pouvoir pousser plus habilement sur ses jambes au moment du saut. Ceci n'est qu'indicatif. Selon la conformation du cavalier, son niveau équestre et ses habitudes propres, les étriers pourront être plus ou moins hauts. Ce réglage court permet au cavalier de prendre appui dans ses étriers pour mieux suivre son cheval lors du saut.
Le cavalier est assis dans le creux de sa selle, bien en équilibre sur ses deux fesses, le corps droit à la verticale. 
Les bras tombent librement le long de son corps, les avant-bras sont dans le prolongement des rênes. Les mains sont tenues en avant au niveau du garrot du cheval, les coudes devant les hanches. Le pouce est fermé sur la rêne et l'index. Les autres doigts servent d'amortisseurs par rapport à la bouche du cheval ou à jouer dans les doigts afin de maintenir un contact souple avec lui.
Les cuisses sont sur leur plat, enveloppant le thorax du cheval. L'articulation du genou pointe vers l'avant de la selle. Il est important de garder son genou libre car cette articulation joue un rôle d'amortisseur. Les mollets affleurent sans serrer les côtes du cheval en arrière de la sangle. 
En saut d'obstacles, il est préférable de chausser les étriers dans le premier tiers du pied afin de s'assurer un bon appui. Le talon doit être légèrement descendu, mais sans exagération, car l'angle des chevilles doit pouvoir se fermer pour amortir. 
Position en suspension : le cavalier prend franchement appui sur ses étriers.  Afin de conserver un équilibre au-dessus de ses pieds il veillera à avancer son bassin sous lui et à maintenir un regard haut placé, devant lui. Cette position sous entend que le cavalier ne soit ni trop en avant ni trop en arrière, afin de ne pas gêner les mouvements du cheval. Si le cavalier est suffisamment confirmé dans cette position, le cheval est moins gêné par le poids du cavalier et peut mieux se servir de son dos.
Position à l'obstacle : certains cavaliers montent plutôt assis, d'autres plutôt en suspension, en fonction de leur morphologie, de leurs habitudes propres ou de leur cheval. Entre le travail en dressage, sur le plat où la position assise est favorisée et un parcours de cross où la position loin de sa selle (en équilibre) est requise, il y a toute une gamme de positions que le cavalier de saut d'obstacles doit maîtriser et savoir exploiter. D'une manière très générale, dans un parcours de saut d'obstacles, les cavaliers sont en suspension sur le plat (entre les obstacles) et se rapprochent de leur selle dans les abords.

## Physique du saut d'obstacles

### Quantité de mouvement
L’élan et la quantité de mouvement sont représentés par la formule :
p=mv
Avec la masse combinée du cheval et de son cavalier et la vitesse à laquelle le cheval s'approche de la haie, il est possible d’obtenir la quantité de mouvement. 
Cette même vitesse est aussi la vitesse initiale du saut.

### Trajectoire et projection

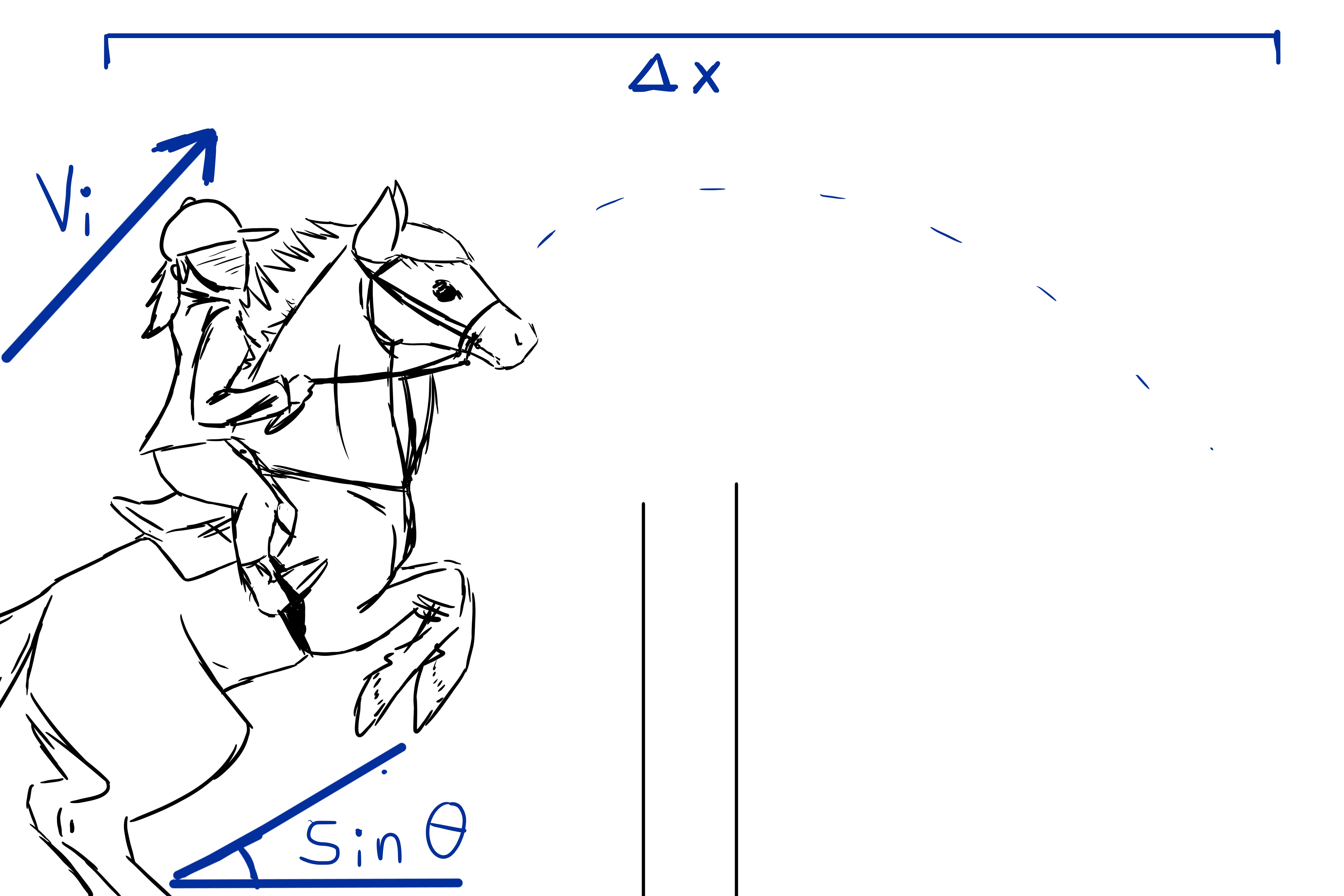
Schéma de projection

La projection pour le saut est importante, car elle détermine le point d’atterrissage des antérieurs du cheval, de son angle et la hauteur maximale atteinte durant le saut. Avec ces informations, il est possible de non seulement voir si le cheval passera bien au-dessus de la haie, mais aussi quelle distance le cheval aura pour déposer ses postérieurs. 
L’équation pour la projection et pour trouver la portée d’un tel saut est : 
∆x=  〖vi〗^2/g  sin⁡2θ
L’équation pour un objet projeté et pour son retour à son altitude originale. 
- ∆x: la distance horizontale du décollage à l'atterrissage
- vi: vitesse initiale
- g: accélération due à la gravité (9,8 m/s^2)
- sinθ: l'angle auquel le cheval part du sol

### Sommet de la courbe de la trajectoire

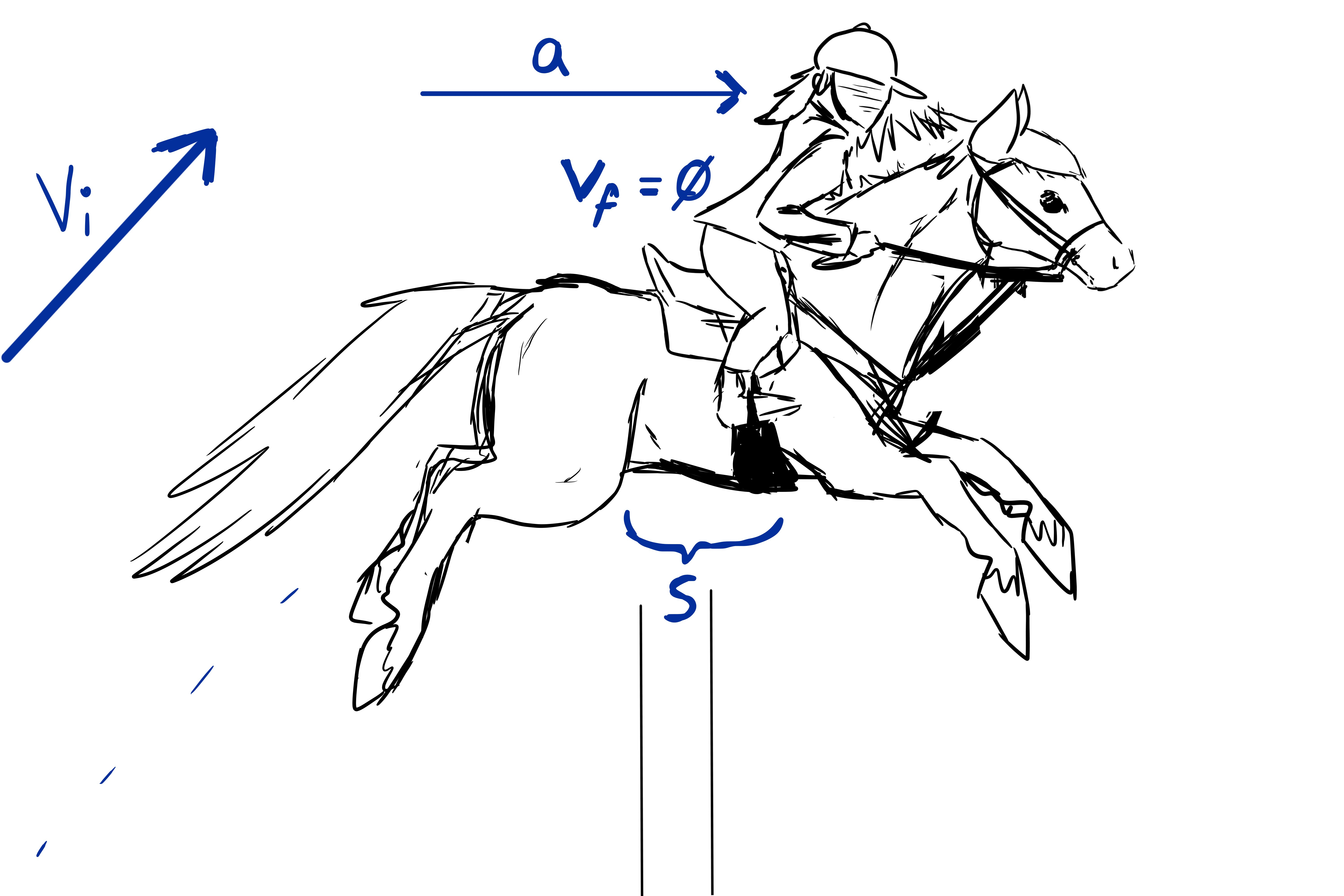
Sommet de la trajectoire

Ensuite, il y a la considération de la hauteur de la haie. En commençant plus loin, on diminue la hauteur maximale capable d’être atteinte dans la trajectoire. Il pourra arriver aussi que le cheval commence trop près de la haie, ce qui lui donnera une plus grande hauteur maximale, mais pas assez de place pour faire son décollage. Parce que la haie, pour un concours national de saut d’obstacles, selon les règlements de la Fédération Equestre Internationale (FEI), est typiquement d’à peu près six pieds de hauteur, la distance de la haie où le cheval décollera et l’angle auquel le cheval saute sont essentiels pour passer par-dessus la haie.
Pour trouver la hauteur maximale dans un saut particulier, la formule est : 
s=(〖vf〗^2-〖vi〗^2)/2a.
Ceci permet de savoir si le cheval sera capable de passer par-dessus la haie.
- s : la valeur du sommet en mètres
- vf : vitesse finale (∅, comme le cheval arrête de bouger pour un moment dans l'air avant de commencer à descendre)
- vi : vitesse initiale
- a : accélération avec laquelle le cheval monte

## Principales erreurs d'équilibre
Lorsqu'il enchaine des sauts, le cavalier doit adapter son équilibre. Toute perte d'équilibre sur un obstacle est généralement amplifiée sur l'obstacle suivant et se traduire par une faute. Plus les sauts sont rapprochés, moins le cavalier dispose de temps pour corriger un équilibre défectueux.
Les principales erreurs d'équilibre du cavalier sont: 
- « précéder le cheval » : le cavalier anticipe le saut en avançant les épaules et le buste, le cheval est « mis dans le vide » avant de sauter et est alors enclin à refuser.

- « rester en arrière » : le cavalier reporte son poids sur l'arrière-main pendant le saut, le cheval est gêné pour « passer ses postérieurs ».
- « rester accroché aux rênes » : le cheval ne peut plus se servi de son balancier naturel que constituent sa tête et son encolure.

Le cavalier peut se servir de son propre équilibre pour rectifier l'équilibre du cheval lorsque celui-ci est sur les épaules : il doit alors déplacer une partie de son propre poids vers l'arrière et relever l'encolure par un ou plusieurs demi-arrêts.

## Décomposition du saut
- Phase de battue ou l'abord : Le cheval se rassemble, il modifie son équilibre pour mieux se propulser vers le haut. Pour cela, il arrondit son dos pour engager ses postérieurs sous lui et il tend son encolure vers l'avant. Le cavalier doit garder son buste très droit pour laisser au cheval la liberté de porter son avant main vers le haut et ses mains doivent être liantes et s'avancer en même temps que l'encolure du cheval. Le cavalier est en équilibre et doit avoir les coudes, les genoux, les chevilles parallèles.

- Phase ascendante : L'avant main se lève pendant que les postérieurs prennent fortement appui sur le sol pour propulser le cheval au-dessus de l'obstacle. Le cavalier se sert de l'appui sur les étriers pour suivre avec son corps le mouvement du cheval, ses fesses se retrouvant au-dessus du garrot. Les mains suivent la bouche du cheval.

- Phase de planer : Le cheval s'étire au-dessus de l'obstacle en étendant son bout du nez. Le cavalier accompagne le cheval en dépliant ses bras, toujours bien en équilibre sur ses étriers.

- Phase descendante : L'avant main du cheval bascule vers le bas tandis que l'arrière main se relève pour terminer le saut. Le corps du cavalier se redresse, le regard vers l'obstacle suivant. Certains chevaux ont une bascule très forte, leur dos devenant très vertical. Le cavalier doit veiller à bien pousser son bassin vers l'avant pour ne pas cogner dans sa selle.

- Réception : Les antérieurs touchent le sol assez loin de l'obstacle pour permettre aux postérieurs  d'atterrir sans le toucher. Le cavalier amortit surtout grâce aux articulations des genoux et des chevilles.

## Écoles, méthodes et techniques spécifiques
On dit que l'équitation est un art. Ce n'est en tous les cas pas une pratique exacte et figée.
Sur certains sujets, les points de vue divergent et peuvent être la source de bien des discussions. C'est à chaque cavalier de faire la part des choses avec sa sensibilité, son expérience et ses chevaux. Toute sa vie, le cavalier cherchera sa propre équitation, puisant dans son expérience et s'aidant de ce qu'il peut glaner de l'expérience des autres. Finalement, ce sont ses chevaux, s'il sait les écouter, qui lui diront s'il se trouve sur la bonne voie ou non.

### Xavier Delalande: le métronome
Xavier Delalande utilise le métronome dans le travail sur le plat et à l'obstacle  de ses chevaux et de ses élèves cavaliers. Tel un professeur impartial, le métronome veille et invite le cavalier à réajuster son rythme.

### Jean d'Orgeix: l'abord de l'obstacle
Pour Jean d'Orgeix, l'approche de l'obstacle est une des particularités essentielles du saut d'obstacles.
Les deux aspects en sont visuel et physique :
- Visuel, car le cavalier doit « voir la foulée », c'est-à-dire savoir si, son cheval gardant la même allure, le couple va arriver trop près, trop loin ou à la bonne distance de l'obstacle. Une anecdote veut que, le chevalier d'Orgeix, quand il était très jeune, s'entraînait à calculer la foulée de sa mère quand elle le tenait par la main dans la rue.
- Physique, tout d'abord parce que le cavalier, jusque-là au galop en suspension, s'assied dans sa selle à l'abord de l'obstacle.

Ensuite, en fonction de ce qu'il a vu de la foulée, il doit raccourcir allonger ou garder la foulée de son cheval. D'Orgeix préconise de voir à trois foulées pour pouvoir agir efficacement. Il certifie que les cavaliers de haut niveau voient à cinq foulées.

### Michel Robert: le regard panoramique
Michel Robert, dans sa méthode, insiste sur le regard panoramique qu'il oppose au regard avec focus. 
Un regard avec focus fixe un point précis. Michel Robert pense que ce genre de regard, notamment s'il est fixé sur l'obstacle, est la conséquence d'une tension, voire en génère une, chez le cavalier qui la transmet ensuite à son cheval.
Un regard panoramique a un champ de vision plus large en englobant une plus grande surface. Le cavalier peut ainsi prendre en compte un nombre plus important de paramètres. L'absence de fixité est un facteur de détente que le cheval ressent. Le cavalier plus lucide regarde derrière l'obstacle, visualise les repères qu'il aura notés lors de sa reconnaissance du parcours et ainsi peut mieux développer son équitation pour réaliser ce qu'il souhaite.

## Sources
- Xavier Delalande, L'équitation par le rythme éd. Belin 2006,  (ISBN 2-70114-415-9)
- Michel Robert, Secrets et méthode d'un grand champion éd. arthésis 2003,  (ISBN 2-95206-020-7)
- Tom Cull, (2013) What is the physics involved in a 400-metre hurdle race
- Stephen Holzner, (2013) How to calculate the maximum height of  projectile
- Alan Hirsh, et al. (2003) Physique 12 Laval, Québec  (ISBN 2-7616-1534-4)